# Kinshasa (commune)
Pour les articles homonymes, voir Kinshasa (homonymie).
La commune de Kinshasa est une commune du nord de la ville de Kinshasa en République Démocratique du Congo. Elle se situe au sud de la commune de Gombe et du boulevard du 30 juin.

## Géographie
Elle est limitée au nord par le jardin zoologique de Kinshasa, à l'ouest, l'avenue Luambo Makiadi la sépare de Barumbu, au sud l'avenue de la Funa la sépare de Kalamu (stade des Martyrs), à l'ouest l'avenue Étienne Tshisekedi marque la limite avec Lingwala (ex huilerie)

## Histoire
Depuis la fondation de Léopoldville, le lieu est devenu, avec Barumbu et Lingwala, un élément clé de la cité indigène érigée au début du XXe siècle. Depuis les années 1940, le lieu était relié au cœur historique de Léopoldville, qui se trouve maintenant à Kintambo, en empruntant le boulevard du 30 juin. En 1966, la ville entière a été nommée par lui.

## Monuments
À l'heure actuelle, la commune compte plusieurs institutions de la ville de Kinshasa, notamment le Grand marché, le marché Somba Zikida, le jardin zoologique et le stade des Martyrs.
- * Stade des Martyrs de la Pentecôte, boulevard Triomphal.

## Éducation
- Lycée Kabambare
- Institut Supérieur De Science De Santé De La Croix Rouge Isss/Cr

## Démographie
| 1967   | 1970   | 1984   | 2003    | 2004    |
| ------ | ------ | ------ | ------- | ------- |
| 56 640 | 73 826 | 74 708 | 159 430 | 164 857 |

## Administration
Bourgmestres :
- Lutula
- Butito Monga Pombo Bernard
- Osango Serge
- Kolokey Bolangana Mathieu
- Bosoke Nsimba
- Eduard Lokwa
- Mboyo
- Lifela Moto
- Paul Gérard Sapu Kalimasi (2011-)
- Kiwa Mampunga Rossy (2019 à 2021)

- Pépite kilala (2021-2023)
- Bienvenu Mbalibi (55 janvier 2023 - présent )